# Eparquía de Apamea en Siria de los maronitas
La eparquía titular de Apamea en Siria de los maronitas (en latín: Eparchia Apamena in Syria Maronitarum) es una eparquía titular de la Iglesia católica conferida a miembros de la Iglesia católica maronita. Corresponde a una antigua diócesis cuya sede estaba en la ciudad de Apamea (hoy en ruinas) en Siria. 

## Historia
Apamea de Siria, cuyos restos son visibles hoy en la aldea de Qalaat al-Madiq a 55 km al noroeste de Hama, fue una sede metropolitana y desde circa 415 fue capital de la provincia romana de Siria Segunda o Saludable en la diócesis civil del Oriente y en el patriarcado de Antioquía. 
Según la única Notitia Episcopatuum del patriarcado de Antioquía que se conoce, la Notitia Antiochena que data de la segunda mitad del siglo VI y fue elaborada por el patriarca Anastasio de Antioquía (quien gobernó el patriarcado dos veces entre 559 y 570 y entre 593 y 598), Apamea tenía siete diócesis sufragáneas: Epifanía (hoy Hama), Seleucobelo (hoy Al-Suqaylabiyah), Larisa (hoy Shaizar), Balanea (hoy Baniyas), Mariamme (hoy Crac de los Caballeros), Rafanea (hoy Rafniyé) y Aretusa (hoy Rastán).
La conquista árabe de la región en 638 hizo huir a todos los funcionarios del Imperio bizantino, incluidos los obispos. Sin embargo, la comunidad cristiana no desapareció. Luego las fuentes documentan la presencia de al menos nueve obispos jacobitas entre los siglos VIII y XIII.
Durante el tiempo de las Cruzadas, se hizo un intento de reconstituir la provincia eclesiástica del rito latino de Apamea, dentro del patriarcado de Antioquía de los latinos. La antigua Apamea fue denominada Afamiyya por los árabes y luego tomó el nombre de la ciudadela o fortaleza de Qalaat al-Madiq.

### Sede titular
Una sede titular católica es una diócesis que ha cesado de tener un territorio definido bajo el gobierno de un obispo y que hoy existe únicamente en su título. Continúa siendo asignada a un obispo, quien no es un obispo diocesano ordinario, pues no tiene ninguna jurisdicción sobre el territorio de la diócesis, sino que es un oficial de la Santa Sede, un obispo auxiliar, o la cabeza de una jurisdicción que es equivalente a una diócesis bajo el derecho canónico.
La diócesis de Apamea en Siria fue restablecida como eparquía titular de Apamea en Siria de los maronitas en 1970 y fue conferida por primera vez por la Santa Sede el 20 de marzo de 1970 al obispo auxiliar Ignacio Abdo Khalifé, S.J..
Existen además la archieparquía titular de Apamea en Siria de los greco-melquitas, la archieparquía titular de Apamea en Siria de los sirios y la arquidiócesis titular latina.

## Cronología de los obispos

### Obispos de la sede residencial
(...)

### Obispos de la sede titular
- Pedro Mashad † (19 de marzo de 1857-?)
- Ignacio Abdo Khalifé, S.J. † (20 de marzo de 1970-25 de junio de 1973 nombrado archieparca a título personal de San Marón de Sídney)
- Antonio Joubeir † (12 de julio de 1975-4 de agosto de 1977 nombrado archieparca de Trípoli)
- Paul-Emile Saadé (2 de mayo de 1986 - 5 de junio de 1999 nombrado eparca de Batrún)
- Rafic Warcha, desde el 14 de febrero de 2018[5]